# Isopora brueggemanni
Espèce
Statut de conservation UICN

 VU A4ce : Vulnérable
Isopora brueggemanni est une espèce de coraux appartenant à la famille des Acroporidae.